# Мерке (посёлок при станции)
Мерке, ст. Мерке (каз. Меркі) — посёлок при одноимённой станции Киргизской железной дороги, в Меркенском районе Жамбылской области Казахстана. Входит в состав Ойталского сельского округа. Код КАТО — 315443400.

## Население
В 1999 году население станции составляло 4916 человек (2339 мужчин и 2577 женщин). По данным переписи 2009 года, в населённом пункте проживало 5597 человек (2713 мужчин и 2884 женщины).